# Anna Keichline
Anna Wagner Keichline (Bellefonte, 24 de mayo de 1889 - 1943) fue una arquitecta e inventora estadounidense, conocida por ser la primera mujer registrada como arquitecta en Pensilvania y por haber inventado el «K brick».

## Biografía
Con catorce años ya ganó un premio por una mesa de roble que ella misma había diseñado y construido. Se graduó en 1906 en la Bellefonte High School, y estudió Ingeniería Mecánica en Pennsylvania State College. Un año más tarde ingresó en la Universidad Cornell para estudiar arquitectura. En 1911 se convirtió en la quinta mujer que conseguía el título de arquitectura en Cornell.
En el año 1912 patentó su primer diseño: la combinación de una pica con un escurridor plegable. El mismo año hizo el proyecto arquitectónico de un Centro Escolar en Milesburg . En 1915 diseñó la Iglesia Presbiteriana Bald Eagle & Nittany Valley, en Mill Hall. Cuatro años más tarde hizo los proyectos del Garaje y los Apartamentos Cadillac en Bellefonte y la casa G. Biblia. En 1919, el Estado de Pensilvania estableció unos exámenes de arquitectura para regular el ejercicio de la profesión y en 1920, Anna fue la primera mujer en superar estos exámenes. En 1924 patentó los detalles constructivos de una cocina donde introdujo elementos que ayudaban a mantener el orden, la limpieza y la seguridad de los usuarios: mostradores inclinados, armarios con puertas de vidrio, etc. En 1925 la arquitecta diseña el Teatro Plaza en Bellefonte. En 1927 diseña el Club de Campo The Juniata y patenta otra de sus invenciones relacionadas con la integración de las actividades de los niños en la vida de los adultos: un biombo portable y plegable, que convierte cualquier pared o rincón en un área de juegos. El mismo año, obtiene la patente de un nuevo material de construcción, conocido como «K-brick»: Un ladrillo más económico y ligero que el tradicional de arcilla, y con propiedades térmicas, acústicas y ignífugas superiores. En 1929 y en 1931 patenta dos nuevos inventos: una cama plegable y un sistema de circulación de aire comprimido para agua caliente y calefacción. Entre 1931 y 1940 diseña numerosas residencias y apartamentos, hasta que comienza a tener problemas de salud y muere en febrero de 1943.
En 1913 Anna Wagner Keichline lideró la marcha de sufragistas en Bellefonte. Durante la Primera Guerra Mundial, en 1918, se ofreció voluntaria, y fue aceptada como Agente Especial de la División Militar de Inteligencia en Washington D. C., para tareas de investigación y preparación de informes, hasta el final de la guerra.